# 朝日 (米)
朝日は、米の品種の一つ。アサヒ、あさひ、朝日米（あさひまい）などとも呼ばれる。ジャポニカ種の水稲でうるち米の一種である。

## 概要
1908年（明治41年）に京都府向日市で山本新次郎という農家が「日ノ出」という品種の米を栽培していた時、その中に特異な2穂を発見した。それを育て、日ノ出から連想させて「朝日」と名称を定めたが、すでに同名の品種が京都府内に存在していたため、1911年（明治44年）に京都府農業試験場が「旭（京都旭）」と正式に命名した。
大正時代に岡山県農業試験場が旭の品種改良を行ったが、岡山県内ではすでに旭という品種が別に存在していたために混同を避けるため、「朝日」という名称に決定した。1925年（大正14年）2月に岡山県の奨励品種に定められた。
その後も岡山農業試験場は試験・品種改良を続け、「朝日47号」を分離選出した。現在栽培されている朝日の大半はこれである。

## 特徴
大粒で、適度な粘りと歯ごたえが持ち味である。また、ふくよかでほどよい甘さのある上品な味わいだといわれる。米飯の他、握り飯や寿司（握り寿司、ばら寿司など）に適している。
中心部分に心白が少ない品種であるが、酒米としても使用される。
欠点としては、背が高いため栽培時に倒れやすく育てにくい、脱粒しやすい等の点が挙げられる。

## 主要産地
- 岡山県 - 南部を中心に栽培される。アケボノ、ヒノヒカリ、雄町とともに岡山米の代表格とされている。